# Maurice Bishop International Airport
Il Maurice Bishop International Airport è l'aeroporto di Grenada.
L'aeroporto grenadino è dedicato al ministro, capo del People's Revolutionary Government Maurice Bishop.